# مزرعة أوج أولر
مزرعة أوج أولر هي قرية في مقاطعة أرومية، إيران. عدد سكان هذه القرية هو 24 في سنة 2006.